# 796

## Esdeveniments
- Monastir (Tunísia): Per ordre del Califa Harun ar-Raixid el governador àrab Harthama ben Ayan s'inicia la construcció d'un castell per fer front als atacs romans d'Orient.
- Califat de Còrdova: Al-Hàkam I succeeix al seu pare, Hixam I, com a tercer emir omeia de Còrdova.

## Necrològiques
- 17 d'abril, Còrdova, Califat de Còrdova: Hixam I, segon emir omeia de Còrdova (788-796).